# 土橋茜子
土橋茜子（Tsuchihashi Akane，1986年5月18日—），日本女子鐵人三項運動員。京都府出生，畢業於修学院中学校、京都外大西高校及立命館大学。

## 簡歷
2010年11月，土橋代表日本出戰廣州亞運會，參加鐵人三項比賽的女子个人項目，奪得銀牌。